# Велика унія
Велика унія 1918 року була історичним процесом, після якого всі історичні провінції, населені румунами, об'єдналися в 1918 році в рамках однієї національної держави, Румунії. Попередніми етапами були Об'єднання румунських князівств у 1859 році та здобуття незалежності після війни 1877—1878 років на тлі національного відродження румунів у ХІХ столітті.
Об'єднання Бессарабії, Буковини і, нарешті, Трансільванії з Румунським королівством (так зване Старе Королівство) призвело до створення Великої Румунії. Це було метою вступу Румунії в Першу світову війну на боці Антанти, чому сприяло кілька історичних факторів:
- рішучі політичні дії еліт Румунського королівства та Австро-Угорщини за сприятливої ситуації наприкінці Першої світової війни;
- розпад Австро-Угорської та Російської імперії;
- утвердження принципу самовизначення та національностей на міжнародному рівні, в контексті широкого розповсюдження національних почуттів серед румунського населення.

Серед осіб, які зробили важливий внесок в участь Румунії у війні та досягнення Великого союзу, був король Фердинанд, який погодився на власність румунських селян і запровадження загального виборчого права. Король відмовився оприлюднити Бхарестський мир, який дозволив Румунії брати участь на рівних з державами-переможницями в мирних переговорах після Першої світової війни. Королева Марія активізувала роботу з надання допомоги пораненим, будучи незамінною під час спалахів епідемії та в окопах. Після війни він поїхав до Парижа, де лобіював серед західних політичних діячів визнання унії. Навіть коли він не був в уряді, ліберальний лідер Йонел Братіану вирішально впливав на політичні події.
Де-факто завершившись 1 грудня 1918 року з об'єднанням Трансільванії, дипломатичне визнання Великого Союзу вимагало зусиль протягом наступних років. Незважаючи на те, що Радянський Союз став основною метою зовнішньої політики на наступні два десятиліття, його визнання так і не надійшло, а в червні 1940 року він прийшов до ультиматуму, оголошеного за потуранням нацистській Німеччині, який призвів до розчленування Великої Румунії. на користь Радянського Союзу, Угорщини та Болгарії.

## Процес

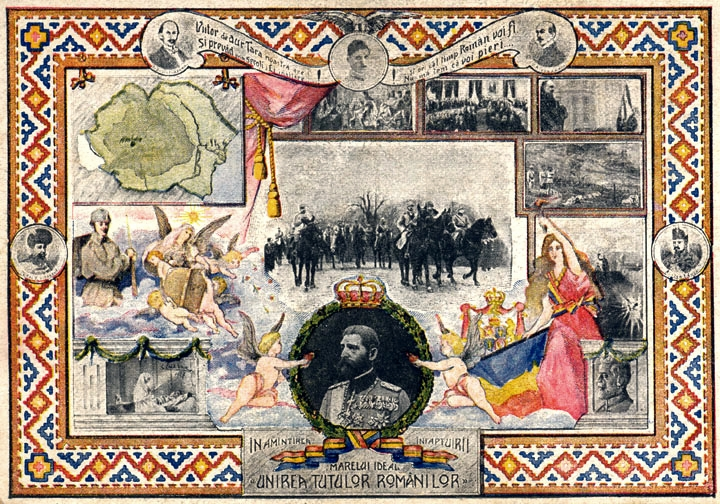
Листівка 1918—1919 рр., яка ілюструє об'єднання всіх румунів в одній державі. Західні кордони Румунії (верхній лівий кут) є лише передбачуваними кордонами на той час (остаточні кордони підтверджені в 1920 році)

Новий статус і нова соціально-економічна структура спричинили фундаментальні зміни в політичній системі. З двох великих партій Стародавнього королівства вижила лише Національна ліберальна партія, якій у міжвоєнний період протистояла Національна селянська партія на чолі з Юліу Маніу. Культурне життя пережило період небувалого розквіту, який проявився в мистецтві та науці.
З територіальних здобутків 1918 року після Другої світової війни залишилися у складі Румунії лише Трансільванія та Південна Буковина. Бессарабія, Північна Буковина та Герца увійшли до складу СРСР, а Південня Добруджа залишилася за Болгарією. Ідея об'єднання Республіки Молдова з Румунією, хоча й не була прийнята жодною з двох держав, залишалася присутньою в публічному дискурсі в Румунії та Республіці Молдова.
31 липня 1990 року парламент Румунії прийняв Закон №. 10 від 1990 р., якою Постанова Ради Міністрів №. 903 від 18 серпня 1949 р. про оголошення 23 серпня державним святом і замість нього проголошено 1 грудня державним святом.

## Нумізматика
26 листопада 2018 року Національний банк Румунії ввів до уваги нумізматів набір монет з нагоди сторіччя об'єднання Трансільванії з Румунією; на лицьовій стороні кожної монети в наборі вигравірувано зображення, оброблене за фотографією Самойла Марза, тексти (по дузі кола) ROMANIA та MAREA ADUNARE DE LA ALBA IULIA, номінальна вартість, герб Румунії та міллезім (рік випуску) 2018. На зворотному боці кожної монети вигравірувано зображення Штефана Чічіо Попа, Георге Попа де Басешті, Юліу Маніу, Василя Голдіша та Юліу Хоссу. Золоті монети мають номінальну вартість 500 леїв (200 примірників), срібні монети мають номінальну вартість 10 леїв (200 примірників), монети зі звичайного металу мають номінальну вартість 50 бані (5000 примірників), усі якості пруф. 1.000.000 монет UNC (анциркулейтед) з недорогоцінних металів були випущені в одному наборі монет.
1 липня 2019 року Національний банк Румунії ввів в обіг до уваги колекціонерів набір монет «з темою „Завершення Великого союзу“ — Александру Маргіломан.» Нумізматичний випуск складається з трьох монет: золота монета номіналом 100 лей з титулом 900 ‰, срібна монета номіналом 10 леїв з титулом 999 ‰, а також монета звичайна зі сплаву, номіналом 50 грошів.
Увесь тираж цього випуску монет із 300 наборів має якість пруф.
28 жовтня 2019 року Національний банк Румунії ввів в обіг до уваги колекціонерів набір монет із темою «Завершення Великого Союзу — Королева Марія». Грошовий випуск складається із золота, титулом 999 ‰, номінальною вартістю 500 леїв, вагою 31,103 грама, діаметром 35 мм, гладким краєм, якістю пруф, тиражем 500 екземплярів як а також зі шматка звичайного металу, номіналом 50 бані, діаметром 23,75 мм, вагою 6,1 грама, якістю пруф, з написом по краю РУМУНІЯ, між двома і стільки ж зірочками. два слова. Тираж простих металевих монет становить 50.000 примірників.
Обидві монети (золото та звичайний метал) мають зображення, вигравіроване на аверсі, яке представляє «короля Фердинанда I та королеву Марію, які відвідують румунські війська на фронті». По дузі кола вигравірувано назву країни, що випустила монету, РУМУНІЯ; також на аверсі вигравірувано номінал 200 лей, відповідно 50 бані, герб Румунії та 2019 рік.
На реверсі кожної монети цього випуску було вигравірувано зображення королеви Марії та текст REGINA MARIA по дузі кола.

## Боністика
1 грудня 2019 року Національний банк Румунії введе в обіг, до уваги колекціонерів, ювілейну банкноту номіналом 100 леїв із темою «Завершення Великого союзу — Іон І. С. Братіану». Банкнота прямокутної форми розміром 147×82 мм (з допуском ± 1 мм), переважно синього кольору, надрукована на полімерній основі. Придбати цю виставу можна було з 4 грудня 2019 року.